# Samantha Murray
Samantha Murray (Preston, 25 de setembro de 1989) é uma pentatleta britânica, ex-campeã mundial e medalhista de prata nos Jogos Olímpicos de Londres 2012.

## Carreira
Começou a praticar natação aos sete anos e através de seu clube foi convidada a participar de uma competição de biatlo. Descobriu a corrida neste esporte e se tornou corredora aos 11 anos integrando o Hynburn Athletics Club por onde venceu os 1500 m e a prova de cross-country do Lancashire County Championships for Cross Country para a faixa sub-13. Durante a adolescência continuou a competir em torneios intercolegiais e nacionais para juniores. Também tinha contato com cavalos desde a infância, montando na fazenda dos avós em Lancashire, e competindo por clubes locais. Na mesma época ela se juntou ao Ribble Valley Modern Pentathlon Team e começou a praticar o tiro. Foi levada então a um clube de esgrima em Bolton e gostou do esporte.

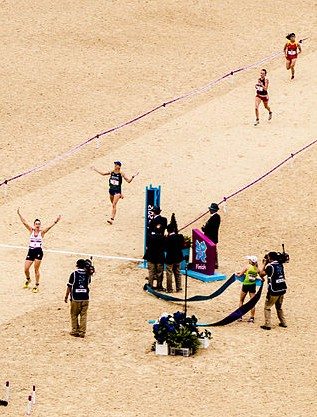
Londres 2012: Murray (prata) cruza a linha de chegada; Asadauskaitė, (ouro) observa à direita; Marques (bronze) comemora logo atrás.

 Aos 12 anos viu na parede um cartaz com a pentatleta britânica Stephanie Cook ganhando a medalha de ouro em Sydney 2000 que lhe serviu de inspiração e a partir daí começou a competir no pentatlo moderno. Nos anos seguintes, foi campeã nacional júnior da Grã-Bretanha por vários anos.
Em 2010 participou de sua primeira competição internacional de vulto, os campeonatos europeus e mundiais júnior, onde a equipe britânica conquistou o ouro por equipes nos dois. Individualmente, ficou em oitavo no Mundial e 15º no Europeu. Em 2012, já competindo como adulta foi ouro por equipes e bronze no individual do Mundial de Roma. Poucos meses depois, teve sua maior façanha no esporte até então, ao ficar com a medalha de prata na prova dos Jogos Olímpicos de Londres 2012, à frente da brasileira Yane Marques.
Depois de mais uma medalha de ouro por equipes no Mundial de Kaohsiung, em Taiwan, em 2013, conseguiu seu maior título internacional ao tornar-se campeã mundial individual no Mundial de Varsóvia em 2014.
Em 2015, no Mundial de Berlim, ficou com a quinta colocação.
Em seus segundos Jogos Olímpicos, Rio 2016, ficou na oitava colocação, fazendo um total de 1321 pontos.